# Klipperen
Klipperen lub Klippern – szczyt w Lesie Bregenckim, paśmie Alp Wschodnich. Leży w Austrii, w kraju związkowym Vorarlberg.